# 아케르나르
아케르나르 또는 에리다누스자리 알파(Achernar, α Eri)는 에리다누스자리에 있는 항성이다.겉보기 등급은 +0.42이며 지구로부터 약 139.44광년 떨여져 있다.

## 물리적 특징
아케르나르의 실시등급(實視等級)은 +0.46으로, 지구에서 144광년 떨어져 있음에도 태양보다 3천 배 이상 밝게 빛나고 있기 때문에 천구(天球)에서 아홉 번째로 밝은 별이기도 하다. 표면온도는 약 17,000 K의 고온이다.
이 별은 태양의 100배가 넘는 맹렬한 속도로 회전하고 있기 때문에 적도의 반지름이 극 반지름보다 50퍼센트나 더 크다. 이는 지금까지 관측된 별들 중 가장 평평한 형태에 가까운 사례이며, 아무리 항성이 빨리 자전해도 극과 적도 반지름 차이는 20 ~ 30퍼센트를 넘지 않을 것이라는 기존의 이론을 재검토하게 만들었다. 유럽 남방 천문대의 관측 결과 아케르나르의 적도면을 따라 항성에서 튀어나온 가스가 띠처럼 둘리어 있는 것으로 밝혀졌다.
아케르나르는 변화량은 작지만 매우 규칙적인 광도 변화를 보여주는데 에리다누스자리 람다형 변광성으로 분류되기도 한다.
지구의 세차운동(歳差運動) 때문에 기원전 3000년경에는 이 별이 남극성이었다.
이 별의 적위(赤緯)는 -57°14'에 있어, 한국에서는 보이지 않는다. 남반구에서는 청백색으로 밝게 빛나며, 근처에 소마젤란은하가 있다.

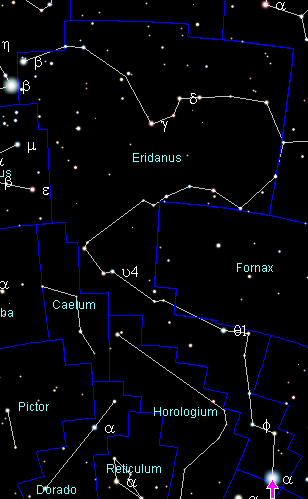
아케르나르의 위치

## 이름의 유래
아케르나르라는 이름은 '강의 끝'이라는 의미의 아랍어인 آخر النهر (Ākhir an-nahr)에서 유래했는데, 에리다누스자리의 맨 끝에 이 별이 있기 때문이다. 예전에 강의 끝은 아카마였고, 따라서 아카마의 어원도 아케르나르와 동일하다. 과거에는 지평선에 가장 가까운 별이 아카마였으나, 사람들이 보다 낮은 위도로 탐험을 하면서 아카마 아래로도 계속 별들이 이어져 있으며 그 끝이 아케르나르임을 알게 되었다.

## 가시성 변화
아케르나르는 기원전 3400년경에 천구남극에서 불과 7.5도 떨어져 있었고 기원전 1500년에도 적위는 -72°로 북위 18도 이하인 지역에서만 관측이 가능했기 때문에 고대 이집트인들은 이 별의 존재를 전혀 알지 못했다. 서기 100년경의 적위는 -67°였고 알렉산드리아에서 관측이 불가능했기 때문에 프톨레마이오스도 이 별에 대해 기록을 남기지 않았다. 서기 1600년이 되어서야 아케르나르는 알렉산드리아에서 관측할 수 있게 되었다.
아케르나르를 에리다누스자리의 일부로 기록한 최초의 성도는 요한 바이어의 우라노메트리아이다. 당시 바이어는 이 별을 관측할 수 없었고 네덜란드 향해사들을 통해 이 별의 존재를 확인했다고 한다.
아케르나르의 적위는 현재 세차운동의 영향으로 계속 증가하고 있으며 서기 8000년에서 11000년 사이에 최대가 된다. 이 때 독일 북부 및 영국 남부에서 관측 가능할 것이다.

## 참고 문헌
1. ↑  “Squashed Star Flattens Solar Theory”. The electronic universe. 2003년 6월 24일. 2009년 7월 3일에 원본 문서에서 보존된 문서. 2009년 4월 11일에 확인함.

## 같이 보기
- 비이형 별